# Joaquín Pareja-Obregón García
Joaquín Pareja-Obregón García fue un conocido ganadero, empresario y rejoneador sevillano. Miembro destacado de una familia andaluza donde ha primado el arte tanto en lo referido al ámbito musical como a las gestas de albero. Heredero de la familia de Concha y Sierra, fue el primogénito de los Condes de Prado Castellano y hermano de Don Juan de Dios (embebedor poeta y matador de toros de corta carrera), Manuel (compositor virtuoso) y Celso (campeón del mundo de tiro en su época). Al igual que Álvaro Domecq Díez, toreó por afición y dedicó todos los beneficios de sus corridas a obras benéficas. Era amante del campo y un diestro rejoneador. En el año 1947, un cartel taurino anunciaba su primera actuación. Aquel año sumó nueve corridas. Doce serían en 1948, seis en 1949, y dos en 1950. El 25 de abril de 1954 se presenta en la plaza de toros de Tánger y sufre una grave cornada en su pierna al ser derribado en tablas por un toro de la ganadería de José Matías Bernardo. Dicha lesión lo obligaría a retirarse de los ruedos definitivamente.
En palabras de Abel Murillo, a quien debemos los datos nombrados...: "Don Joaquín poseía magníficas condiciones de caballista, con valor indudable para practicar el toreo del rejoneo, que conocía a fondo". "Creo que nunca pensó en ser un profesional, sino en satisfacer su gran afición" destaca. Como comenta Murillo, Don Joaquín poseía una personalidad "muy afanosa de vida castiza". 

"De Joaquín se cuentan cosas que no cabrían en un solo libro donde se mezcla el ingenio, el caracoleo y la gracia, como aquel día, con Juan de Dios por testigo, en una plaza fronteriza con Portugal, en la que el luso empresario se empeñó en pedir las llaves a caballo extrañándole a los dos hermanos que llevara el jaco dos alforjas monumentales y dándose cuenta tarde, cuando huía el lusitano de la plaza, que en ellas llevaba la taquilla entera"
escribía Manuel Ramírez en el ABC, el 7 de agosto de 2001.

Contaba su hermano Juan de Dios en una entrevista concedida a este mismo diario en 2005, que su hermano Joaquín era el más singular Pareja-Obregón que él había conocido: 

"Hizo cosas, de bromas y de veras, que no ha hecho ningún Pareja. Un día paseó un toro por toda Sevilla con una argolla en el hocico. Fuimos al Casino de la Exposición, donde actuaba una artista mexicana. Cuando estaban bailando el can-can, Joaquín soltó el toro y una bailarina se tiró de cabeza al foso de la orquesta. ¡Se pegó un jardazo!"

En 1950 haría una excepción en su trayectoria al participar en la película de Manuel Tamayo, "Un soltero difícil". En ella interpretaba un escueto papel de sí mismo (o colaboración) al lado de actores de la talla de Conrado Sanmartín, Elena Espejo o José Isbert. La película estaba basada en una novela homónima de Juan Aguilar Catena que cuenta las peripecias del protagonista en su intento de permanecer soltero y sin compromiso. 
Dejando a un lado anécdotas y curiosos periplos, Don Joaquín fue un notable artista del arte del rejoneo. Un gran pequeño hombre, recordado en Sevilla por su nobleza y generosidad. Lamentablemente, la herida que no abrió el viento de Levante en la plaza, lo logró la circunstancia del destino. El 19 de enero de 1996 moría en Sevilla el caballero rejoneador, tras enfrentarse con valentía y temple a una larga enfermedad. El testigo lo había tomado años antes su sobrino Martín Pareja Obregón, torero de a pie y biznieto de Manuel García El Espartero. En el año 2006, Cartaya (Huelva) homenajeaba a la familia Pareja-Obregón, dedicándoles un paseo en la conocida pedanía de El Rompido. Aunque Joaquín siempre había sido matalascañero, también estaba muy unido a esa tierra marítima como sus parientes.